# Kanton Vic-le-Comte
Kanton Vic-le-Comte (fr. Canton de Vic-le-Comte) je francouzský kanton v departementu Puy-de-Dôme v regionu Auvergne. Tvoří ho 13 obcí.

## Obce kantonu
- Busséol
- Isserteaux
- Laps
- Manglieu
- Mirefleurs
- Parent
- Pignols
- La Roche-Noire
- Saint-Georges-sur-Allier
- Saint-Maurice
- Sallèdes
- Vic-le-Comte
- Yronde-et-Buron